# Terebellides anguicomus
Terebellides anguicomus är en ringmaskart som beskrevs av Müller in Grube 1858. Terebellides anguicomus ingår i släktet Terebellides och familjen Trichobranchidae. Inga underarter finns listade i Catalogue of Life.